# Omphax neglecta
Omphax neglecta là một loài bướm đêm trong họ Geometridae.